# Francis Coquelin
Francis Coquelin (sinh ngày 13 tháng 5 năm 1991 tại Laval) là một cầu thủ bóng đá người Pháp hiện đang chơi cho câu lạc bộ Valencia. Anh chơi ở vị trí Tiền vệ.

## Sự nghiệp

### Arsenal
Mùa giải 2008-2009
Trong tháng 7 năm 2008, Coquelin gia nhập Arsenal từ Stade Lavallois sau một cuộc thử nghiệm thành công với câu lạc bộ. Coquelin đã chơi cho đội bóng mới gia nhập Arsenal]] trước mùa giải, trận đấu với Barnet và Szombathelyi Haladás, Coquelin ghi bàn thắng đầu tiên của mình trong màu áo Arsenal trong trận đấu với Stoke City vào ngày 5 tháng 10 năm 2008,
Mùa giải 2009-2010
Ngày 22 tháng 9 năm 2009 anh chơi cho đội bóng trong trận gặp West Bromwich Albion ở vòng 3 League Cup, chơi 58 phút trước khi được thay thế bởi Mark Randall.

### FC Lorient

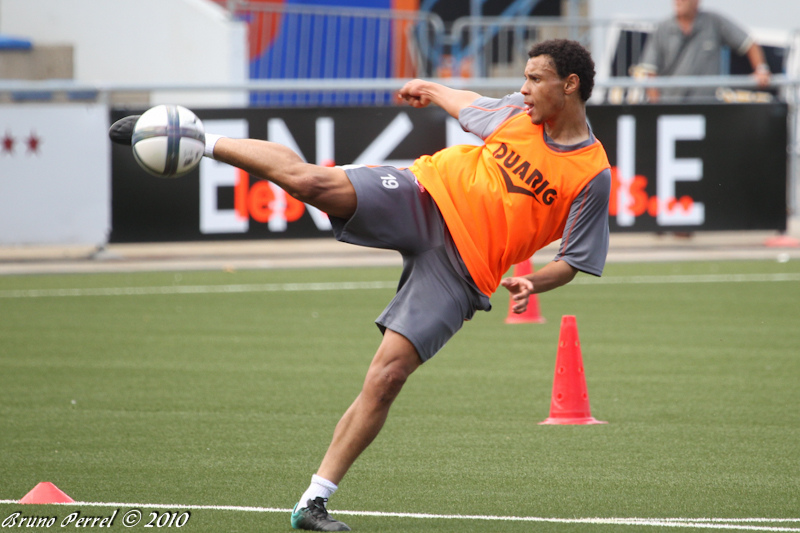

Coquelin được đưa đến FC Lorient trên một hợp đồng cho mượn, anh thi đấu bóng đá của mình ở Pháp trong suốt mùa giải 2010-11. Anh xuất hiện lần đầu cho Lorient vào ngày 14 tháng 8 năm 2010. Sau khi đánh bại Lille, Coquelin đã nhận thẻ đỏ của mình trong khi chơi ở phía bên phải so với Valenciennes. Anh đã nhận được thẻ vàng thứ hai sau khi chơi bóng bằng tay. Coquelin ghi bàn thắng đầu tiên cho FC Lorient ở trận đánh bại Stade Rennais FC với tỉ số 2-1, Francis đã ghi bàn thắng từ cự ly gần.

### Trở lạiArsenal
Sau khi chơi trước mùa giải tại Cup U-20 thế giới với Pháp, Francis Coquelin trở lại Arsenal vào ngày 28 tháng 8 năm 2011,Ra mắt mùa giải mới thi đấu với câu lạc bộ Manchester United. Coquelin đã chơi 62 phút trong trận thua 8-2 trước khi được thay thế cho Alex Oxlade-Chamberlain. Coquelin chơi trận thứ hai tại Premier Ligue cho Arsenal trong trận derby Bắc London với Tottenham Hotspur. Mặc dù Arsenal thua với tỉ số 2-1 nhưng Coquelin đã được bình chọn là cầu thủ xuất sắc nhất trận. Ngày 6 tháng 12 năm 2011, Coquelin chơi tại giải UEFA Champions Leagu đầu tiên của mình cho Arsenal trong trận thắng 3-1 Olympiakos, chơi 67 phút trước khi được thay thế cho Tomáš Rosický. Ngày 10 tháng 1 năm 2012, Francis Coquelin đã ký một hợp đồng dài hạn mới tại Arsenal. Cầu thủ người Pháp đã được khen thưởng với một hợp đồng mới sau khi thể hiện tính linh hoạt của mình. Coquelin có assist đầu tiên của mình cho Arsenal trong chiến thắng 7-1 trước Blackburn Rovers trận này anh đã căng ngang đường chuyền để đội trưởng Robin van Persie sút tung lưới thủ thành Paul Robinson.

## Sự nghiệp Quốc tế
Coquelin đóng một vai trò quan trọng ở Pháp giúp đội tuyển U.19 Pháp lọt vào chung kết. Hiện tại anh đang chơi cho U.21 Pháp trước khi đó anh đã từng tham gia đội tuyển U.17, U.18, U.19 và bây giờ là U.21 Pháp

## Danh hiệu

### Câu lạc bộ
Arsenal
- FA Cup: 2014-2015 
- Học viện Premier League: 2008
- FA Youth Cup: 2008–09